# Glogovac (Chorwacja)
Glogovac – wieś w Chorwacji, w żupanii kopriwnicko-kriżewczyńskiej, w gminie Koprivnički Bregi. W 2011 roku liczyła 924 mieszkańców.